# Reuze
Le Reuze (De Reuze en flamand), c'est à Dunkerque, le géant Allowyn, qui sort pour présider au carnaval la sortie de la bande des pêcheurs, tous les ans, en février.
Reuze, en flamand, signifie géant.

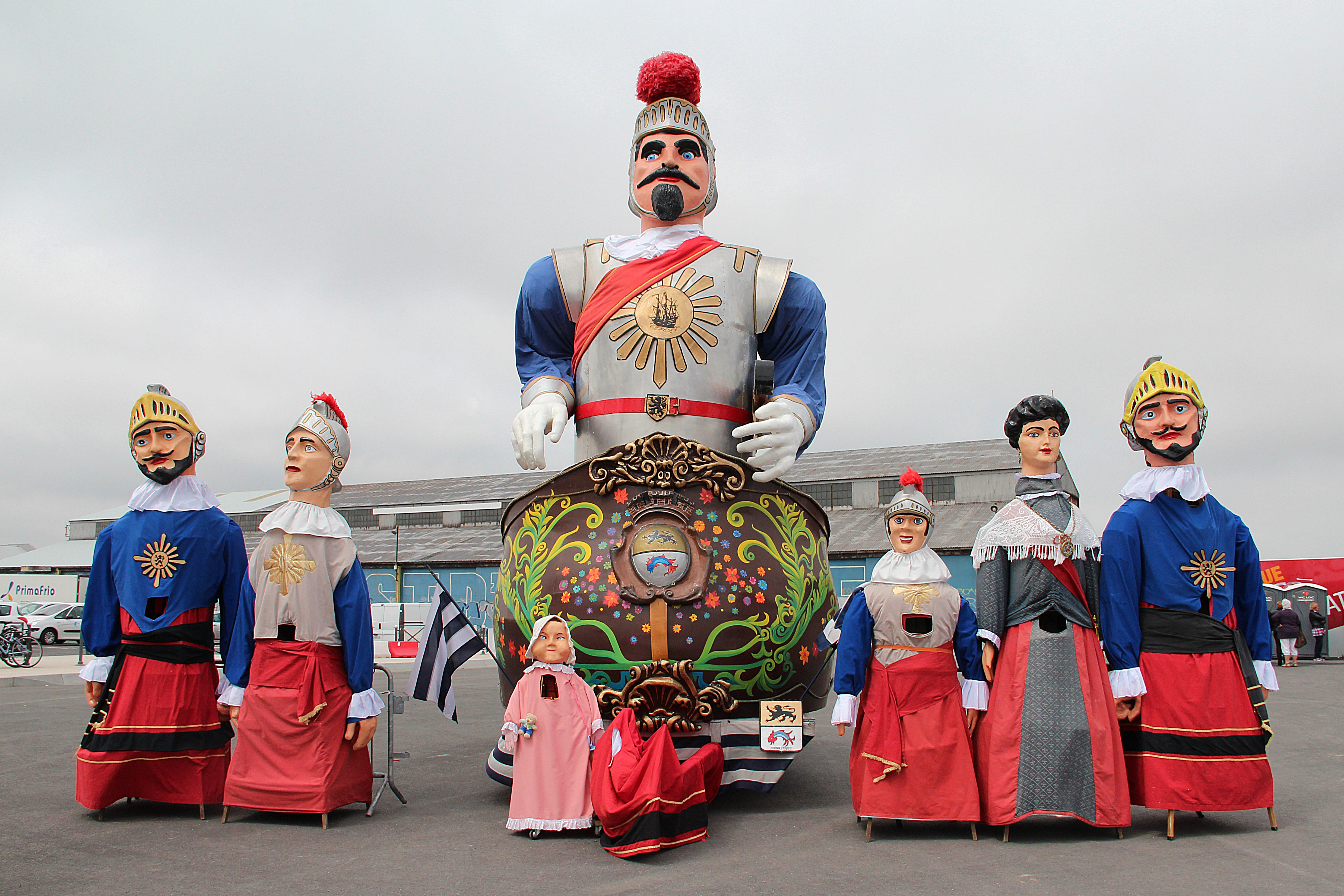
Le Reuze et sa famille.

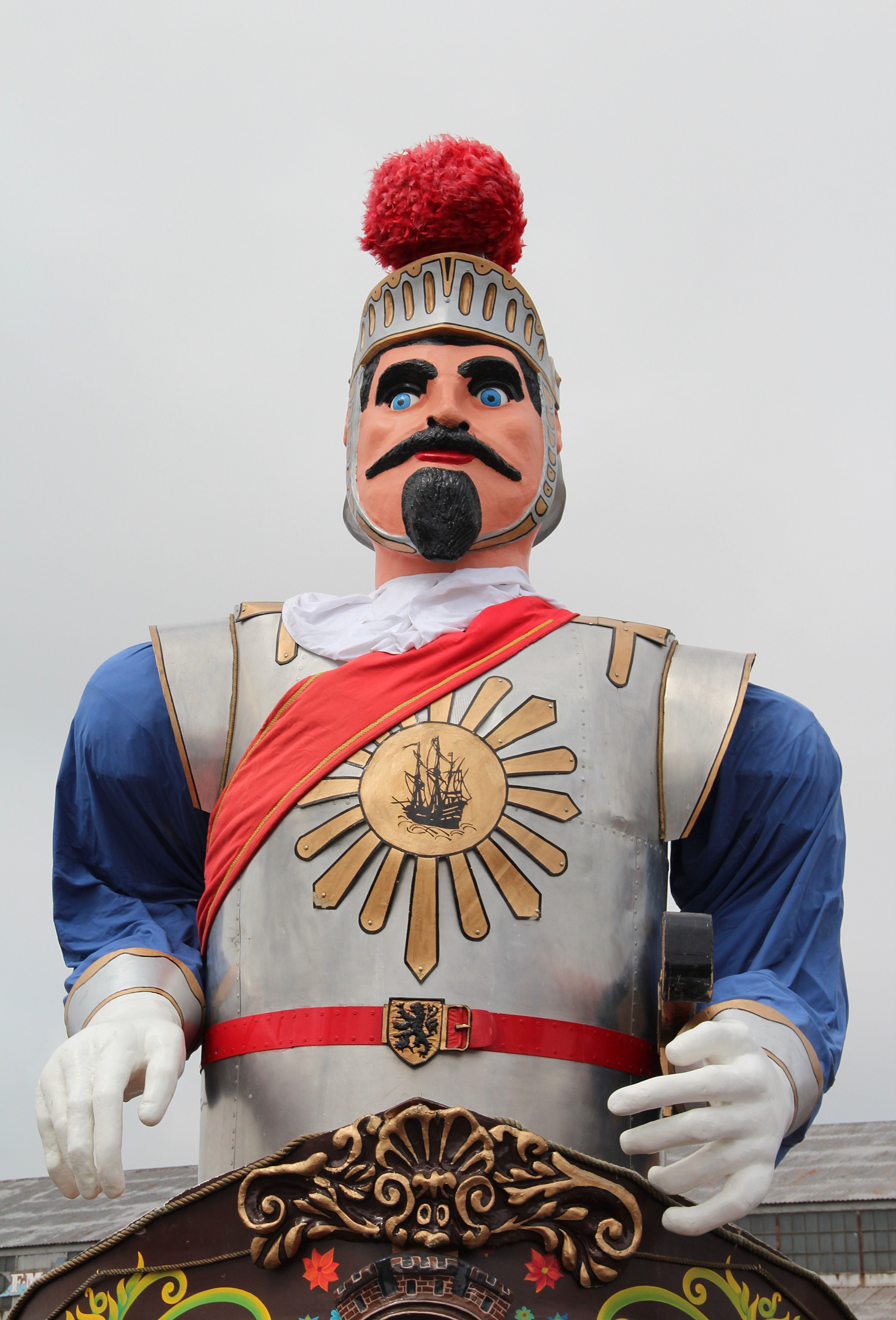
Le Reuze.

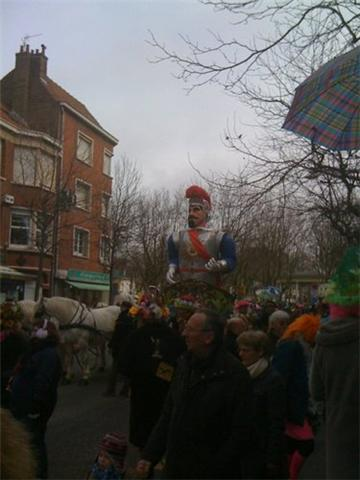
Reuze lors de l'avant-bande de Malo-les-Bains

La légende dit que la côte flamande a été attaqué par les Reuzes, De Reuzen en flamand (fém. pl.), à l'époque du roi Dagobert. Après avoir détruit et pillé Mardyck, Watten et Bourbourg (alors proches de la côte), ces géants barbus venus de la Scandinavie auraient attaqué Dunkerque, et auraient été repoussés une première fois par le peuple de pêcheurs. Leur chef, Allowyn, laissé pour mort sur la plage, aurait été converti par Saint-Éloi, et aurait aidé les villageois à fortifier la bourgade, qui résistera par la suite aux assauts de ses anciens compagnons.
Ce serait là, l'origine de la puissance à venir de Dunkerque, au détriment des autres villes côtières.
Aujourd'hui, l'ancien bienfaiteur de la ville est représenté sous les traits d'un Reuze, un géant, pour les fêtes du carnaval, au son des cornemuses, des fifres, et des tambours.
Het Reuzelied

Als de groote klokke luyd, De reuze komt uyt.

Keere u es om, de Reuze, de Reuze; Keere u es om, Reuze kom.

Moeder, hangt den pot op 't vier, De Reuze komt hier.

Keere u es om, de Reuze, de Reuze; Keere u es om, Reuze kom.

Moeder, snyd een boterham, De Reuze is gram.

Keere u es om, de Reuze, de Reuze; Keere u es om, Reuze kom.

Moed'r, ontsteekt het beste bier, De Reuze is hier.

Keere u es om, de Reuze, de Reuze; Keere u es om, Reuze kom.

Moeder, stopt al ras het vat, De Reuze is zat.

Keere u es om, de Reuze, de Reuze; Keere u es om, Reuze kom.

Moeder, geeft maer kaes en brood, De Reuze is dood.

Keere u es om, de Reuze, de Reuze; Keere u es om, Reuze kom.
Chant du Reuze

Quand la grosse cloche sonne, le Reuze sort.

Retourne-toi le Reuze, le Reuze, Retourne-toi le Reuze sort.
De Coussemaker : « Ce chant, très populaire dans toute la Flandre et le Brabant, a eu une vogue particulière à Dunkerque, à cause de la procession du géant (Reuze) qui s'y faisait tous les ans et dont l'usage remonte à un temps immémorial. […] Quelques écrivains pensent, et avec raison selon nous, que cette chanson et cette cérémonie se rattachent à des souvenirs scandinaves. »